# Breath of Fire
Breath of Fire er et japansk RPG-spil udviklet af Capcom. Spillet blev udgivet til Super Nintendo Entertainment System i 1993.
| computerspil | Spire Denne computerspilsrelaterede artikel er en spire som bør udbygges. Du er velkommen til at hjælpe Wikipedia ved at udvide den. |